# Aeroport de Príncipe
L'Aeroport de Príncipe (en portuguès: Aeroporto Príncipe) (codi IATA: PCP, codi OACI: FPPR) és un aeroport a l'illa de Príncipe, situat a 3 kilòmetres (2 milles) al nord de Santo António, capital de l'illa. És l'únic aeroport a Príncipe i un dels tres aeroports que serveixen a l'estat africà de São Tomé i Príncipe.

## Aerolínies i destins
| Aerolínies                                          | Destinacions |
| --------------------------------------------------- | ------------ |
| STP Airways operava per la connexió de STP d'Àfrica | São Tomé     |

## Facilitats
L'aeroport es troba a una elevació de 180 metres sobre el nivell mitjà del mar. Té una pista d'aterratge designada 18/36 amb una superfície d'asfalt que fa 1.320 x 30 metres.